# Ringen

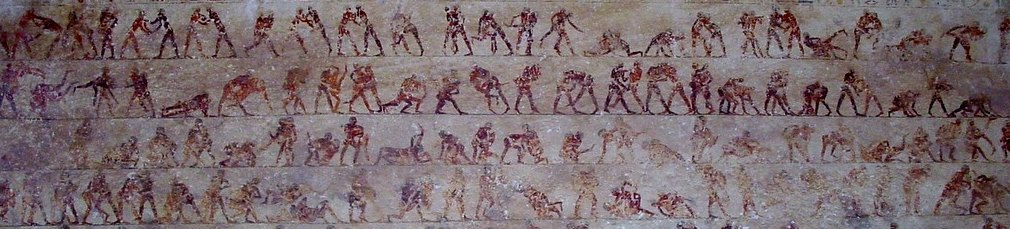
Wandmalerei: Ringkämpfer in Beni Hassan (Ägypten) um 2000 v. Chr.

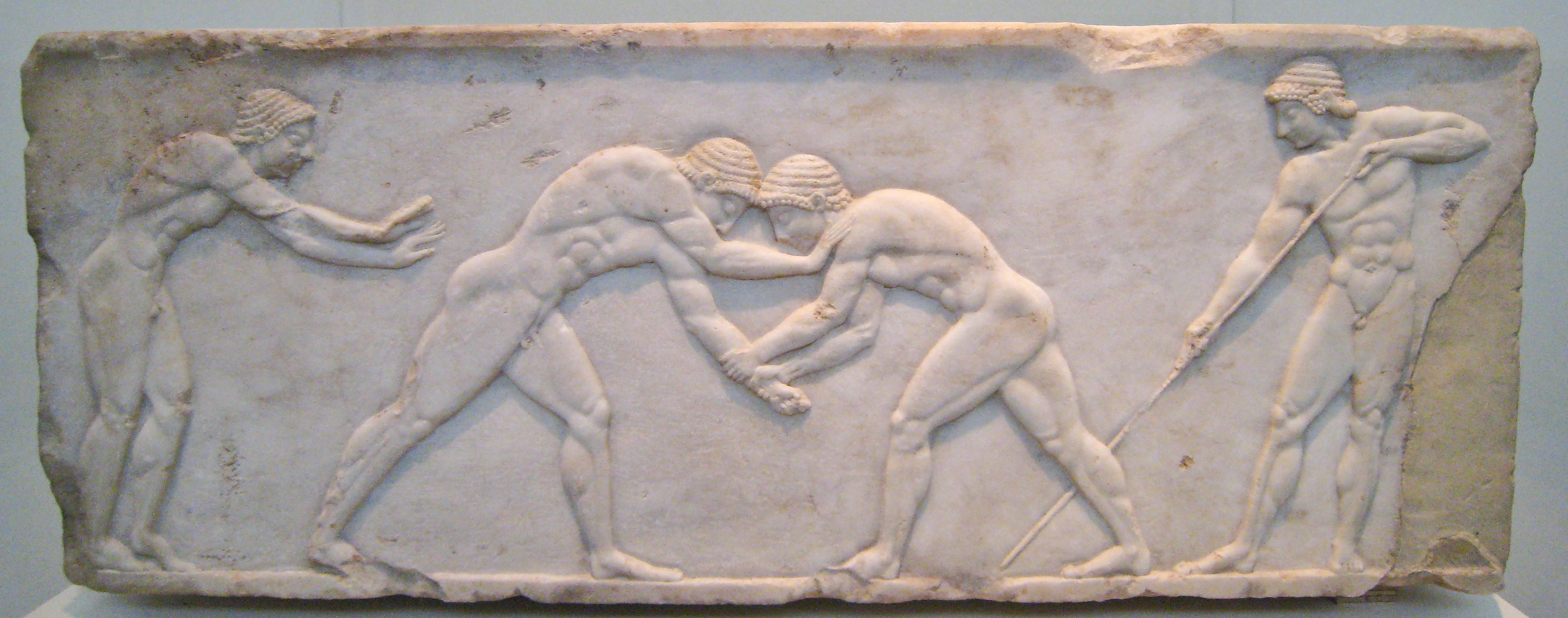
Ringen zur Zeit der griechischen Antike (um 500 v. Chr.)

Ringen ist ein Kampf- und Kraftsport mit Ganzkörpereinsatz ohne weitere Hilfsmittel.

## Geschichte

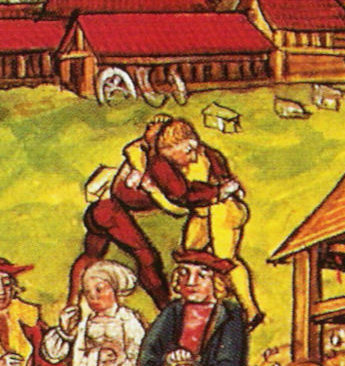
Ringkampf auf einem Volksfest. Diebold Schilling der Jüngere: Luzerner Chronik von 1513

Bei den Olympischen Spielen der Antike gehörte das Ringen unter dem Namen Pale zu den Disziplinen des Fünfkampfs. Darüber hinaus war das Ringen aber auch Einzeldisziplin. In der Antike traten die Athleten beim Ringkampf nackt an. Sie wurden noch nicht in verschiedene Gewichtsklassen eingeteilt. Einen Bodenkampf gab es damals noch nicht. Sieger war derjenige, der seinen Gegner dreimal zu Boden geworfen hatte.
Ringen gehört spätestens seit dem Spätmittelalter auch zum Repertoire in der militärischen Nahkampfausbildung. Beschrieben wurde dies zum Beispiel im Jahre 1459 im Fechtbuch von Hans Talhoffer.
Das europäische Kampfringen, welches vermutlich auch die Ritter als Elitekrieger trainiert hatten, starb aus, wird aber heute unter anderen Namen praktiziert, jedoch ohne direkte Verbindung zum europäischen Kampfringen zu haben. Das Ringen am Schwert aus der Deutschen Fechtschule nach Lichtenauer enthielt auch Tritte.
Als Begründer des modernen Ringkampfes in Deutschland gilt Carl Abs. Mit Beginn der Olympischen Spiele der Neuzeit ab 1896 gehört Ringen zum olympischen Programm.

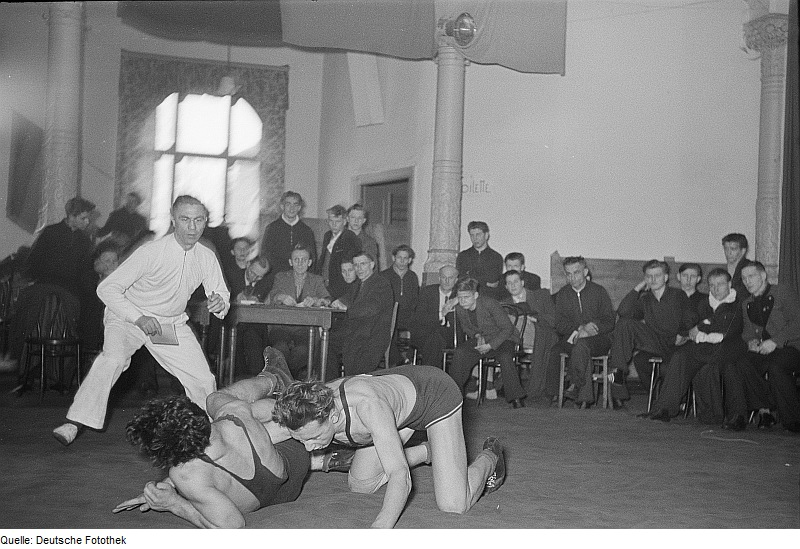
Ringen zu Beginn der 1950er-Jahre

Seit 1950 werden jährlich offizielle Weltmeisterschaften im Ringen veranstaltet. Ausnahme sind lediglich die Jahre, in denen Olympische Sommerspiele stattfinden.
Bei den Spielen 2004 wurde Freistilringen auch als olympische Disziplin für Frauen eingeführt.
Nachdem Ringen (als olympische Kernsportart) im Februar 2013 vom IOC ohne nähere Erläuterung aus dem olympischen Programm gestrichen wurde, kam es zu zahlreichen, auch prominenten, Protesten, beispielsweise von Wladimir Putin, amerikanischen und ostasiatischen Verbänden sowie vom Deutschen Ringerbund (DRB). Drei Monate später (nach einer Neustrukturierung des Weltverbandes FILA) wurde die Sportart Ringen wieder in das olympische Programm aufgenommen und wird mindestens bis zum Jahr 2028 olympisch bleiben.

## Regeln
Beim Ringen werden zwei Stilarten unterschieden:
- Freistil: Der gesamte Körper, vom Kopf bis zu den Füßen, gilt als Angriffsfläche. Das gilt im Stand- wie auch im Bodenkampf (siehe Hauptartikel Freistilringen).
- Griechisch-römisch (kurz auch Greco): Nur der Körper oberhalb der Gürtellinie gilt als Angriffsfläche. Dies gilt im Stand- wie auch im Bodenkampf (siehe Hauptartikel Griechisch-römisches Ringen).

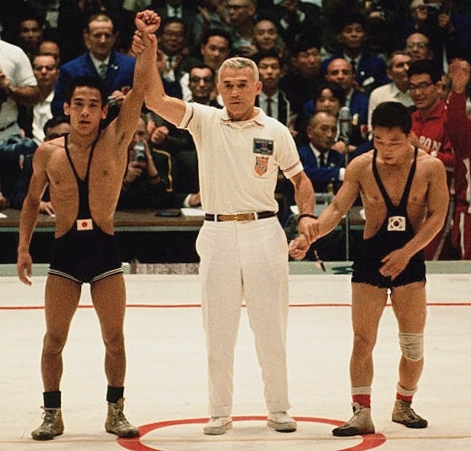
Der Mattenrichter zeigt durch Armheben den Kampfsieger an

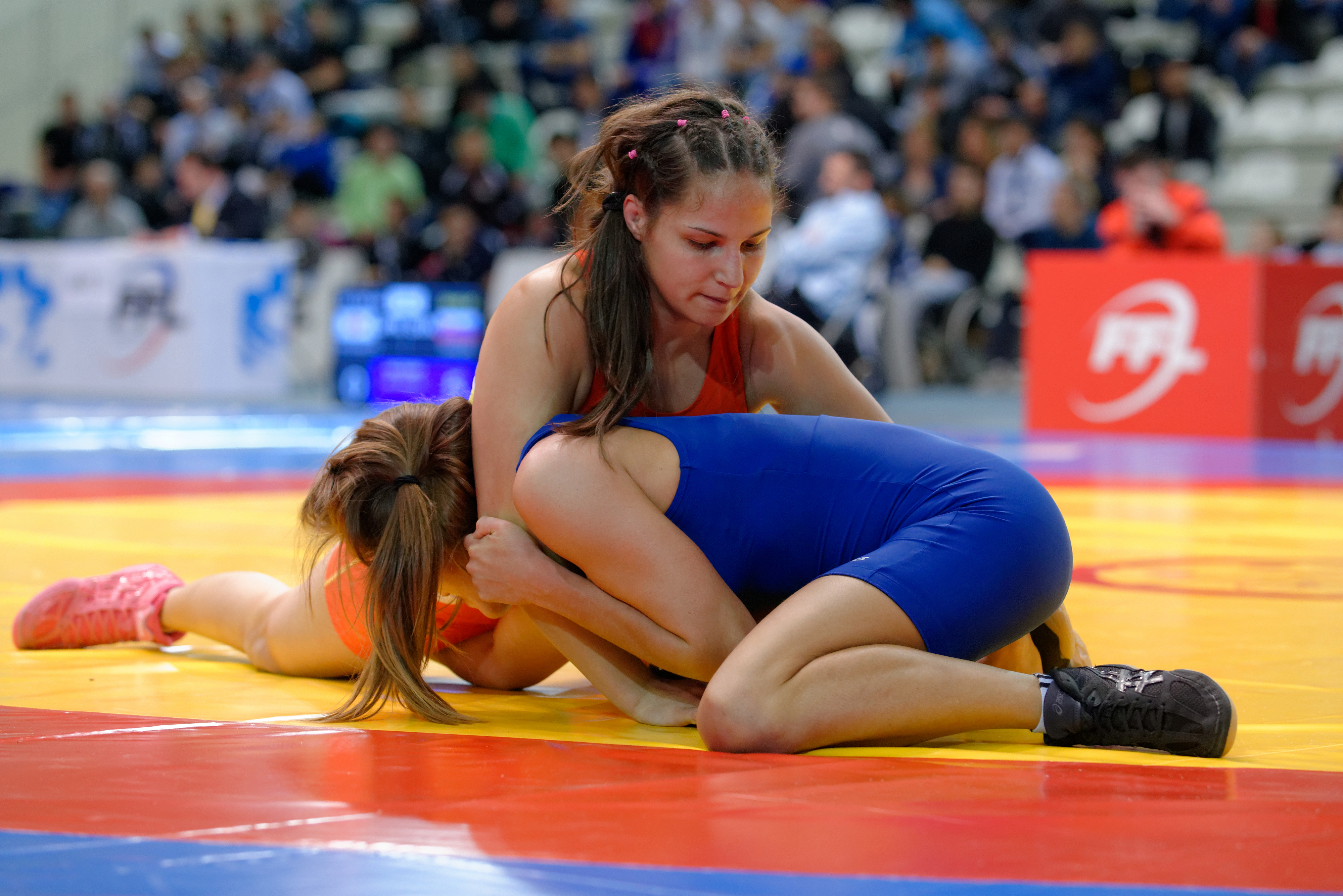
Frauenringen (Freistil) ist seit dem Jahr 2004 olympisch

Ein Ringer zielt generell darauf hin, seinen Gegner aus dem Stand in die Bodenlage und mit beiden Schultern auf die Matte zu bringen (Schultersieg). Dabei kommen als Techniken Würfe, Schleuder- und Hebelgriffe zum Einsatz. Schläge, Tritte, Stöße und Würgeansätze sind verboten. Die Kampfleitung und die Wertung der Grifftechniken übernimmt entweder der Kampfrichter oder ein Kampfgericht aus drei Wertungsrichtern. Sieger ist, wer am Ende der Kampfzeit die meisten Punkte gesammelt hat oder wer vorher seinen Gegner auf beide Schultern gebracht („geschultert“ oder „gepinnt“) hat.
Im Jahr 2005 wurde vom Weltverband FILA ein neues Reglement eingeführt. Die Regeländerungen sollen einen aktiveren Kampf und vor allem einen spannenderen, publikumswirksameren Sport aus dem Ringen machen. Beide Kontrahenten sind gezwungen, schneller als zuvor zu agieren, um das Punkten des Gegners zu verhindern. Allerdings sind die Regeländerungen heftig umstritten.
Gemäß den geänderten Regeln wird international und in Turnierkämpfen in drei Kampfrunden gerungen; In Mannschaftskämpfen wird zwei mal drei Minuten mit 30 Sekunden Pause gerungen. Sieger ist, wer nach sechs Minuten die meisten Punkte gesammelt hat. Der Schultersieg beendet den Kampf sofort.
Eine Runde gewinnt derjenige vorzeitig, der völlig unabhängig vom Gesamtpunktestand zwei Drei-Punkte-Wertungen oder eine Fünf-Punkte-Wertung erzielt. Ein Unterschied von sechs Punkten beendet ebenfalls die Runde. Beendet keiner der beiden Kontrahenten die Runde vorzeitig, siegt bei Punktgleichheit der Ringer mit den wenigsten Verwarnungen. Bei weiterem Gleichstand entscheidet die höchste Einzelwertung – sind diese weiterhin gleich hoch, bestimmt die letzte erzielte Wertung den Sieger.
Der Ablauf einer einzelnen Runde unterscheidet sich in den beiden Stilarten.

### Griechisch-römisches Ringen
Im griechisch-römischen Ringkampf erfolgt zunächst 90 Sekunden Standkampf, anschließend 30 Sekunden Bodenkampf, wobei ein Ringer der Obermann/Angreifer ist. Obermann wird grundsätzlich der Ringer, der nach den im vorherigen Absatz genannten Kriterien Rundensieger wäre.
Bei absolutem Gleichstand im Mannschaftskampf entscheidet der Kampfrichter, wer der führende oder aktivere Kämpfer war und wer Obermann sein darf. Erzielt ein Ringer in den 30 Sekunden, in denen er Obermann ist, keine Wertung, so erhält sein Gegner beim Stand von 0:0 einen Punkt zugesprochen und gewinnt die Runde.
Im Turnier bzw. Einzelwettkampf wird in der ersten Runde bei absolutem Gleichstand der Ringer im roten Trikot zuerst Obermann. Steht es in der zweiten Runde nach Ablauf von einer Minute und 30 Sekunden nach allen genannten Kriterien wieder 0:0, wird der Ringer im blauen Trikot Obermann.
Sollte es eine dritte Runde geben und wieder absoluter Gleichstand herrschen, entscheidet das Los über den Obermann (Wurfscheibe bzw. Münze mit roter und blauer Seite). Sollte ein Ringer vor dem angeordneten Bodenkampf einen Punkt erzielt haben, wird er automatisch Obermann. Sein Gegner erhält nach Ablauf der Zeit keine Extrawertung, wenn keine Aktion seitens des Obermannes erfolgt.
Ab der B-Jugend hat der Obermann/Angreifer seine Hände auf den Rücken des Gegners zu legen oder zum verkehrten Ausheber zu fassen.

### Freistilringen
Wurde vor Ablauf der Zeit keine Wertung erzielt, muss der passive Ringer einen Punkt erzielen und aktiv werden. Der Gegner hat vom Anpfiff an 30 Sekunden Zeit, eine Wertung zu erzielen. Sein Gegner hat die Aufgabe, das zu verhindern oder selbst eine Wertung zu erreichen.

### Gewichtsklassen
Derzeit sind die Gewichtsklassen bei den Männern verteilt im Bereich zwischen 57 und 130 kg Körpergewicht. Bei den Frauen gibt es Gewichtsklassen im Bereich von 48 bis 75 kg.
Bei den Frauen und Männern gibt es je sieben Gewichtsklassen.

## Grifftechniken

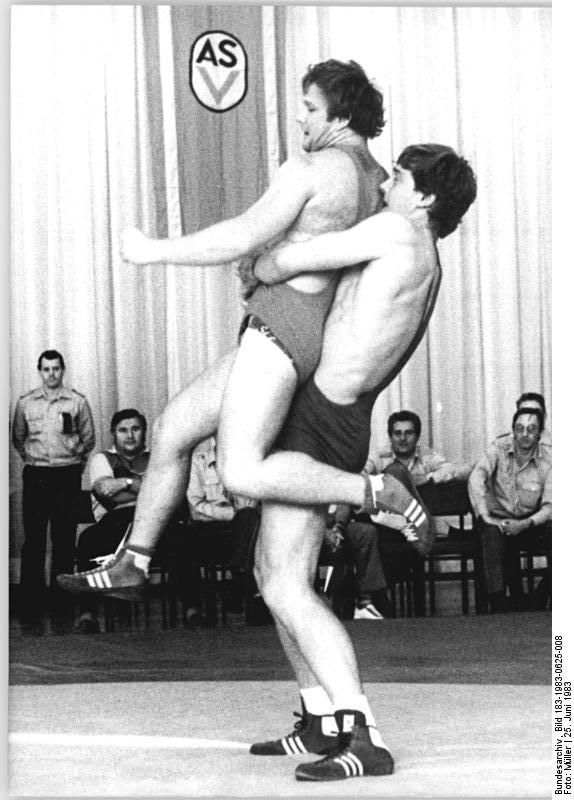
Ein „Ausheber“ bei den DDR-Meisterschaften 1983

Nachfolgend werden einige Griffe beispielhaft aufgeführt. Angesichts der Jahrtausende alten Ringkampftradition gibt es geschätzte 1000 mögliche Grifftechniken. Allerdings werden nur etwa 100 Griffarten bei Ringkampfturnieren tatsächlich angewendet.
- Der Spaltgriff ist ein Griff, bei welchem man den Gegner zwischen den Beinen ergreift und ruckartig hochreißt. Er wird bevorzugt angewendet, um einen in der Bank befindlichen Gegner abzuheben oder zu drehen, um so Wertungspunkte zu erzielen. Der Spaltgriff kann für einen Ringer sehr unangenehm sein.
- Beim Paketgriff im freien Stil wird mit dem einen Arm der Gegner um den Nacken gegriffen. Mit dem anderen Arm erfasst man das Bein des Kontrahenten in den Kniekehlen und reißt es hoch, so dass er sich nicht mehr befreien kann. Dieser Griff wird auch als „Achselwurf“ bezeichnet.
- Der Armzug ist ein Griff im Standkampf, bei dem der Ringer an einem Arm des Gegners zieht und den Gegner mit diesem Richtung Matte herunterreißt. Hierbei gibt es mehrere Variationen, wie z. B. die Art, den Arm über die Schulter zu ziehen und selbst auf die Knie zu gehen, um den Gegner aus dem Stand herunter zu zwingen (Grundausführung).
- Der Kopfzug und Kopfhüftschwung sind ähnlich dem Armzug, jedoch wird hier mit einem Arm der Kopf umklammert und eine dem Armzug ähnliche Bewegung ausgeführt. Auch hierbei wird der Gegner, meistens aus dem Stand, auf die Matte befördert.
- Beim Suplex greift man den Gegner von hinten mit beiden Armen um den Brustkorb und geht mit Schwung in eine ‚Brücke‘.

## Abgrenzung zu anderen Sportarten

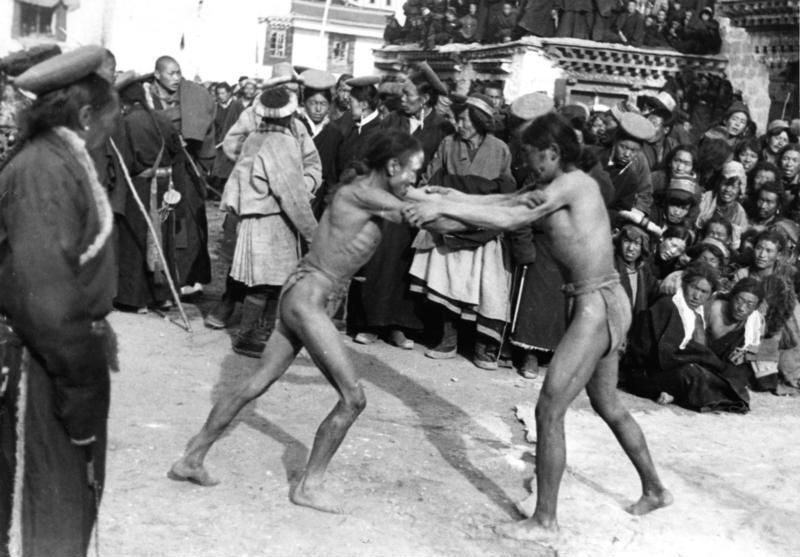
Ringkampf in Tibet, 1938

Ringen (englisch „Wrestling“) ist nicht zu verwechseln mit dem „Professional Wrestling“ (deutsch: „Catchen“), einer besonders in den USA populären Show-Sportart (WWE), die anderen Regeln folgt.
In vielen Regionen der Welt sind dem Ringen ähnliche Sportarten als traditionelle Volkssportarten verbreitet. Als Beispiele sind zu nennen:
- in China: Shuaijiao
- in der Türkei: Öl-Ringkampf
- in Iran, Afghanistan und Tadschikistan: Koschti
- in Korea: Ssireum
- in der Mongolei: Boke
- in Japan: Sumō
- im Ostalpenraum: Ranggeln
- in der Schweiz: Schwingen
- auf Island: Glíma
- auf den Kanaren (Spanien): Lucha Canaria
- in der Bretagne (Frankreich): Gouren

## Mannschaftskämpfe
Ringen wird auch als Mannschaftssport ausgetragen. Hierbei treten jeweils zwei Teams gegeneinander an. Jedes Team stellt in der Regel pro Gewichtsklasse zwei Starter auf, da sowohl im Freistil als auch im griechisch-römischen Stil gerungen wird. Für das Gesamtergebnis werden die einzelnen gewonnenen Runden addiert. Ausnahme bilden der Schultersieg, die technische Überlegenheit, Aufgabe und Disqualifikation eines Ringers. Diese werden im Gesamtergebnis mit 4:0 für den Sieger gewertet. Werden beide Ringer vom Kampfrichter disqualifiziert, werden keine Punkte vergeben.
Einmal pro Jahr finden die Deutschen Mannschaftsmeisterschaften der Frauen statt. Hierbei treten ausnahmslos Auswahlmannschaften der verschiedenen Bundesländer gegeneinander an. Die Kämpfe finden nur im freien Stil statt.

## Ringen in verschiedenen Ländern
- Ringen in Deutschland
  - Deutsche Ringerliga
  - Ringer-Bundesliga
- Ringen in Finnland
- Ringen in der Schweiz
- Ringer-Europameisterschaften

## Listen erfolgreicher Ringer
- Liste international erfolgreicher Ringer
- Liste der Olympiasieger im Ringen

Der Kubaner Mijaín López ist fünffacher Olympiasieger und damit der erfolgreichste Olympionike im Ringen
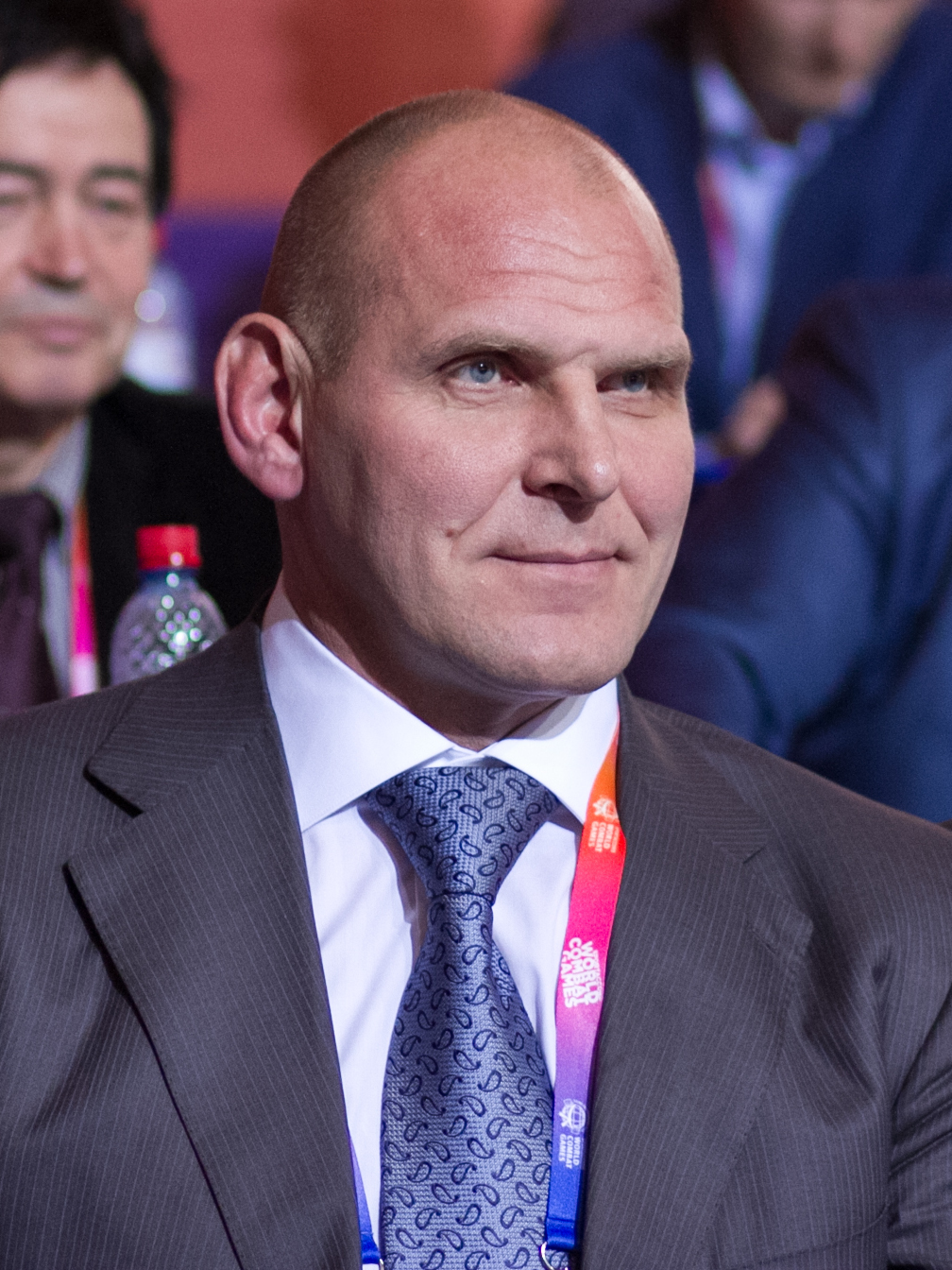
Der Russe Alexander Karelin prägte eine Ära, in der er 13 Jahre ungeschlagen war. Er wurde als einer der ersten in die FILA International Wrestling Hall of Fame aufgenommen.
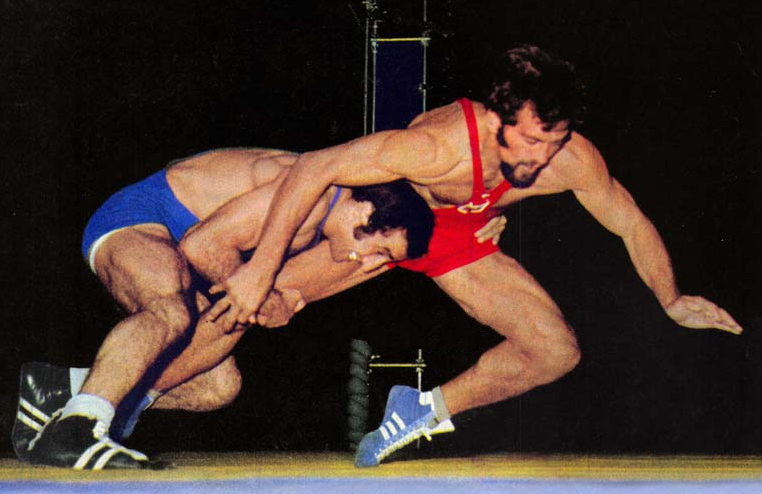
Der Freiburger Adolf Seger (rot) ist einer der erfolgreichsten Ringer Deutschlands.